# Річки Чернівецької області
Територією Чернівецької області течуть 75 річок завдовжки понад 10 км кожна. Всі вони належать до басейну Чорного моря. Основні річки в межах області — Прут і Серет (притоки Дунаю), а також Дністер (впадає в Чорне море). Дністер тече вздовж північної межі області протягом 272 км; праві притоки його невеликі. Більшість річок області належить до басейну Пруту.
Річки південно-західної частини області протікають серед гір та північно-східних відногів Українських Карпат (Покутсько-Буковинські Карпати і Яловичорські гори), тому є типово гірськими річками. Решта річок області належать до рівнинних річок.

## Перелік річок за сточищем

### ПритокиДністра
- Онут — права
  - Рамнець — ліва
  - Чорний Потік — ліва
- Брідківський Потік — права
- Берест — права
- Сурша — права
- Сара-Лунга - права
- Сокирянка — права

### ПритокиПруту
- Черемош — права
  - Білий Черемош — права
    - Перкалаб — ліва
    - Сарата — права
    - Яловичера — права
    - Лопушна — права

  - Путилка — права
    - Рипень — ліва
    - Сторонець — ліва
    - Дихтинець — ліва
    - Бісків — права

  - Товарниця — права
  - Виженка — права
  - Коритниця — права
  - Бережниця — права
  - Глибочок — права
    - Псярів — ліва
- Брусниця — права
- Глиниця — права
- Совиця (смт Лужани) — ліва
- Совиця (м. Кіцмань) — ліва
  - Совиця Заставнівська — ліва
  - Валявка — ліва
- Шубранець — ліва
  - Задубрівка — ліва
  - Мошків — ліва
- Гуків — ліва
- Рокитна — ліва
- Дереглуй — права
  - Невільниця — права
  - Коровія — ліва
- Молниця — права
- Герца — права
  - Баранка — права
- Рингач — ліва
  - Данівка — ліва
  - Риг — ліва
- Динівці — ліва
- Черлена — ліва
  - Глодос — ліва
  - Щербинці — ліва
- Зелена — ліва
- Медвежка — ліва
- Ларга (витоки) — ліва
- Вілія — ліва
- Лопатник (верхів'я) — ліва
- Жижія (верхів'я) — права

### ПритокиСерету
- Мигова — права
- Михидра — ліва
  - Славець — права
  - Миходерка — ліва
- Білка — ліва
- Дубовець — права
- Глибочок — ліва
- Малий Серет — права
  - Гільча — ліва
  - Дмитриця — права
  - Пантин — права
  - Фундоя — права
  - Серетель — права
    - Єзерул — права
    - Чудей — ліва
- Котовець — ліва
- Молниця — ліва
  - Селиштя — ліва
- Сучава — права
  - Кобилара — ліва
  - Ізвор (пригирлова частина) — права
  - Руська — ліва
  - Фальків — ліва
  - Білка Маре — ліва
    - Білка Мик — права